# Max Fink (Ingenieur)
Max Hermann Julius Fink (* 15. September 1899 in Straßburg; † 2. Februar 1985 in Aachen) war ein deutscher Ingenieur und Hochschullehrer.

## Werdegang
Fink studierte an der Universität München, wo er 1924 das Diplom-Examen ablegte, und promovierte 1929 als Assistent bei Professor Meinecke an der Technischen Hochschule Berlin mit einer Arbeit über Abnutzungsprüfung und Abnutzungsforschung. Der Titel seiner Dissertation lautete Neue Ergebnisse auf dem Gebiet der Verschleißforschung. Im Jahr 1932 habilitierte sich Fink an der Technischen Hochschule Aachen mit dem Thema Zur Theorie der Reiboxydation. Daraufhin wurde er dort bis 1935 als Privatdozent übernommen, wo er das Institut für Schweißtechnik gründete. Anschließend erfolgte seine Ernennung zum Oberingenieur an der Technischen Hochschule Berlin. Zwei Jahre später wechselte Fink als außerplanmäßiger Professor an die Universität Tung-Chi in China. Kurz nach Ausbruch des Zweiten Weltkrieges 1939 wurde er zum außerordentlichen Professor für Werkstoffkunde und Herstellungsverfahren an die Fakultät für Maschinenwesen der Technischen Hochschule Berlin berufen. Bereits im darauffolgenden Jahr ging er zur Forschungsgesellschaft Berlin.
Fink trat zum 1. Mai 1933 der NSDAP bei (Mitgliedsnummer 2.098.358) und gehörte auch dem NS-Lehrerbund an. Zudem bewarb er sich bei der SS.
Im Jahr 1948 wurde Fink vertretungsweise und 1950 ordentlicher Professor an der Technischen Hochschule Aachen, wo er das spätere Institut für Fördertechnik und Schienenfahrzeuge (IFS) leitete. 1957 erfolgte die Verleihung der Ehrendoktorwürde der Universität Istanbul, an der er bis 1947 tätig gewesen ist. 1967 wurde Max Fink emeritiert.

## Schriften (Auswahl)
- Neue Ergebnisse auf dem Gebiet der Verschleißforschung. Dissertation, Technische Hochschule Berlin 1929.
- (mit Ulrich Hofmann): Zur Theorie der Reiboxydation, 1932.
- 6. Schienenfahrzeugtagung in Aachen. Umschau Verlag, 1957.